# Michael Langdon
Michael Langdon (12 de noviembre de 1920 – 12 de marzo de 1991) fue un bajo, cantante de ópera, de nacionalidad británica.

## Biografía
Nacido en Wolverhampton, Inglaterra, su repertorio musical incluía obras como The Midsummer Marriage, Gloriana, The Olympians, Billy Budd, El sueño de una noche de verano, Don Carlos, Arabella, El caballero de la rosa, Don Pasquale y El rapto en el serrallo, entre otras.
Langdon fue bajo principal de la Royal Opera House, en Covent Garden, a partir de 1951, cantando en las salas de ópera más importantes del mundo, interpretando con frecuencia al Barón Ochs en El caballero de la rosa en los años 1960 y 1970. 
También fue fundador y director del National Opera Studio, en el cual trabajó un año la artista Lesley Garrett. Sin embargo, tras un período de diez años, hubo de dejar la compañía a causa de una hemorragia subaracnoidea.
Langdon se retiró del canto en 1977. Aun así, en 1984 participó en una producción de "El murciélago" representada en el Covent Garden, rompiendo únicamente su retiro para hacer dicho papel en la compañía para la cual había actuado durante casi toda su carrera. Antes, en 1982, había publicado su autobiografía, Notes From a Low Singer.
Michael Langdon falleció en Hove, Inglaterra, en 1991. le sobrevivió su esposa, Vera, y dos hijas, Christine y Diane. 